# Fire Emblem: Path of Radiance
Fire Emblem: Path of Radiance (en japonès ファイアーエムブレム 蒼炎の軌跡, Faiā Emuburemu: Sōen no Kiseki, lit. "Emblema de Foc: El camí de la resplendor") és el novè joc de la saga Fire Emblem, desenvolupat per Intelligent Systems i publicat per Nintendo per a la consola Nintendo GameCube. És el primer i únic joc de la saga per a aquest sistema, a més de ser el primer d'una consola no portàtil en publicar-se internacionalment. També és el primer de la sèrie que presenta gràfics tridimensionals, i veus pels personatges.
La història es desenvolupa en el continent fictici de Tellius. La història d'aquest lliurament no està relacionada amb cap lliurament anterior de Fire Emblem. No obstant això, el joc per a Wii, Fire Emblem: Radiant Dawn, continua la trama després d'uns pocs anys del final de Path of Radiance.
Ike, el Lord i protagonista de Path of Radiance, és un dels personatges del joc Super Smash Bros. Brawl de Wii.

## Sistema de joc
Fire Emblem: Path of Radiance presenta el mateix estil de joc que els anteriors lliuraments, on el jugador mou els seus personatges per un tauler durant el seu torn, i l'enemic ataca durant el torn enemic. Les unitats guanyen experiència després de cada combat, i poden pujar de nivell i millorar les seues estadístiques. Els personatges de nivell 10 o superior poden canviar de classe (per exemple, de "Mag" a "Savi"), el que generalment comporta un increment major de les estadístiques, i la possibilitat d'usar noves armes.
No obstant això, aquest joc inclou diverses novetats respecte a anteriors lliuraments de Fire Emblem. Presenta unes noves classes d'unitat, els laguz, que poden romandre transformats en animals (felins, aus o dracs) durant alguns torns, però en la seua forma humana són més febles. Les unitats que arriben al nivell 20 poden promocionar automàticament pujant un nivell; en els lliuraments de GBA, era necessari utilitzar un objecte específic per a canviar de classe. A més, Path of Radiance inclou una Base abans de cada combat, on el jugador pot administrar els objectes, veure converses de suport entre els personatges, rebre informació, lliurar experiència addicional -que s'obté a l'acabar un nivell, si es compleixen determinats objectius (generalment, acabar-lo en pocs torns)-, i atorgar habilitats -utilitzant uns objectes que s'obtenen al llarg del joc-. També es pot accedir a les botigues per a comprar o vendre armes i objectes, i existeix la possibilitat de forjar una arma personalitzada de diversos tipus. Les millores de l'arma (dany, possibilitat de cop crític, precisió i pes) determinen el preu de l'arma a forjar; també es pot canviar el nom i color de l'arma, però no influirà en el preu.

## Argument
Ike és el fill de Greil, el líder d'una banda de mercenaris coneguts com a "Mercenaris de Greil". Poc després de començar a treballar Ike en la banda de mercenaris, el grup s'assabenta que Daein, un poderós regne, ha envaït Crimea, de menor poder militar. Ike i un menut grup es dirigeixen a investigar, però després d'un combat amb un grup de soldats de Daein troben a un xica inconscient. La duen de tornada a la seua base, i allí descobreixen que és Elincia, la princesa de Crimea. Els mercenaris de Greil decideixen protegir-la i dur-la fins a Gallia, el regne dels laguz felins, que és aliat de Crimea.
Després de lliurar-se de més soldats de Daein, Greil combat contra un misteriós general daenita, el Cavaller Negre, que el derrota sense dificultat. Ike presencia la batalla i intenta atacar al Cavaller Negre, però és derrotat. El Cavaller Negre li pregunta a Greil sobre la ubicació del "medalló", amenaçant-lo de matar als seus fills si no se l'hi diu. No obstant això el Cavaller Negre es veu obligat a retirar-se, a l'oir els rugits del rei de Gallia. Abans de morir, Greil li demana a Ike que no intente venjar-lo.
Els mercenaris de Greil, comandats pel jove Ike, comencen un llarg viatge que els durà a recórrer tot el continent, amb l'objectiu de derrotar el rei de Daein, Ashnard, i retornar a Elincia al tron de Crimea. Durant el viatge, els foscs motius d'Ashnard per a iniciar una guerra es desvetllen, així com el significat i poder del "medalló de Lehran". El grup d'Ike haurà de superar els antics odis entre laguz i beorc i derrotar el Cavaller Negre i, més tard, al mateix Rei Ashnard per a evitar un desastre.

## Tellius
Path of Radiance realitza l'acció en un continent fictici dit Tellius. Tellius està dividida en diverses nacions que són governades per beorcs o laguz. Hi ha set nacions:
Crimea: És un regne beorc que és envaït al principi del joc. També és on es troba la Fortalesa dels mercenaris de Greil Mercenaries.

Daein: És un regne beorc que intenta envair gran part del continent començant per Crimea. Les seues aspiracions començaren des del moment en què arribà al tron el rei Ashnard.

Begnion: És una aristocràcia beorc d'adoradors de la deessa Ashera dirigida en el seu estament més alt per la jove apòstol Sanaki.

Gallia: Cap de les bèsties laguz; la qual ha millorat les relacions amb el regne Crimea gràcies a les amistoses relacions entre les famílies governants de Crimea i Gallia. 

Phoenicis: Casa dels falcons laguz; el seu líder és Tibarn.

Kilvas: Casa dels corbs laguz, considerats més menyspreables i deshonorables que els falcons. El seu rei és Naesala.

Goldoa: Casa dels dracs; aïllada de la resta del continent i governada pel Black Dragon King Deghinsea. 

## Rebuda
| Publicació     | Nota          |
| -------------- | ------------- |
| EGM            | 8.17 sobre 10 |
| Game Informer  | 9 sobre 10    |
| GameSpot       | 8.6 sobre 10  |
| IGN            | 8.7 sobre 10  |
| Eurogamer      | 8 sobre 10    |
| Nintendo Power | 9.5 sobre 10  |

Path of Radiance va rebre crítiques positives després del seu llançament. Game Rankings, una pàgina web que mostra la mitjana d'un videojoc en percentatges segons la mitjana obtinguda en una considerable quantitat de fonts, va dotar al joc amb un 86 per cent, donant-li major nota mitja que Fire Emblem: The Sacred Stones.
El joc va ser elogiat per la seua profunda història, les seues excel·lents cut-scenes cinematogràfics i la seua música orquestrada. No obstant això, va ser criticat pels seus gràfics en el joc, bastants pobres, i els seus llargs períodes de diàleg.
Willian Jepson de Nintendo ratificà Fire Emblem com una sèrie que més t'agrada quan més jugues a ell. Des del seu llançament, Path of Radiance va vendre sobre 156.000 unitats al Japó fins al 31 de desembre del 2006.